# Chevrolet Express
Les Chevrolet Express et GMC Savana sont des véhicules utilitaires des constructeurs américains Chevrolet et GMC. C'est le rival du Ford Série E.
Le modèle est produit sous différentes carrosseries (tolée, vitrée, courte et longue) depuis 1996 à travers 2 générations et distribué principalement sur le marché nord-américain.
En réalité, la seconde génération de 2003 est un restylage de l'Express de 1996. Ce modèle est toujours proposé, bien que Chevrolet offre une version du Nissan NV200 comme plus petit modèle. 

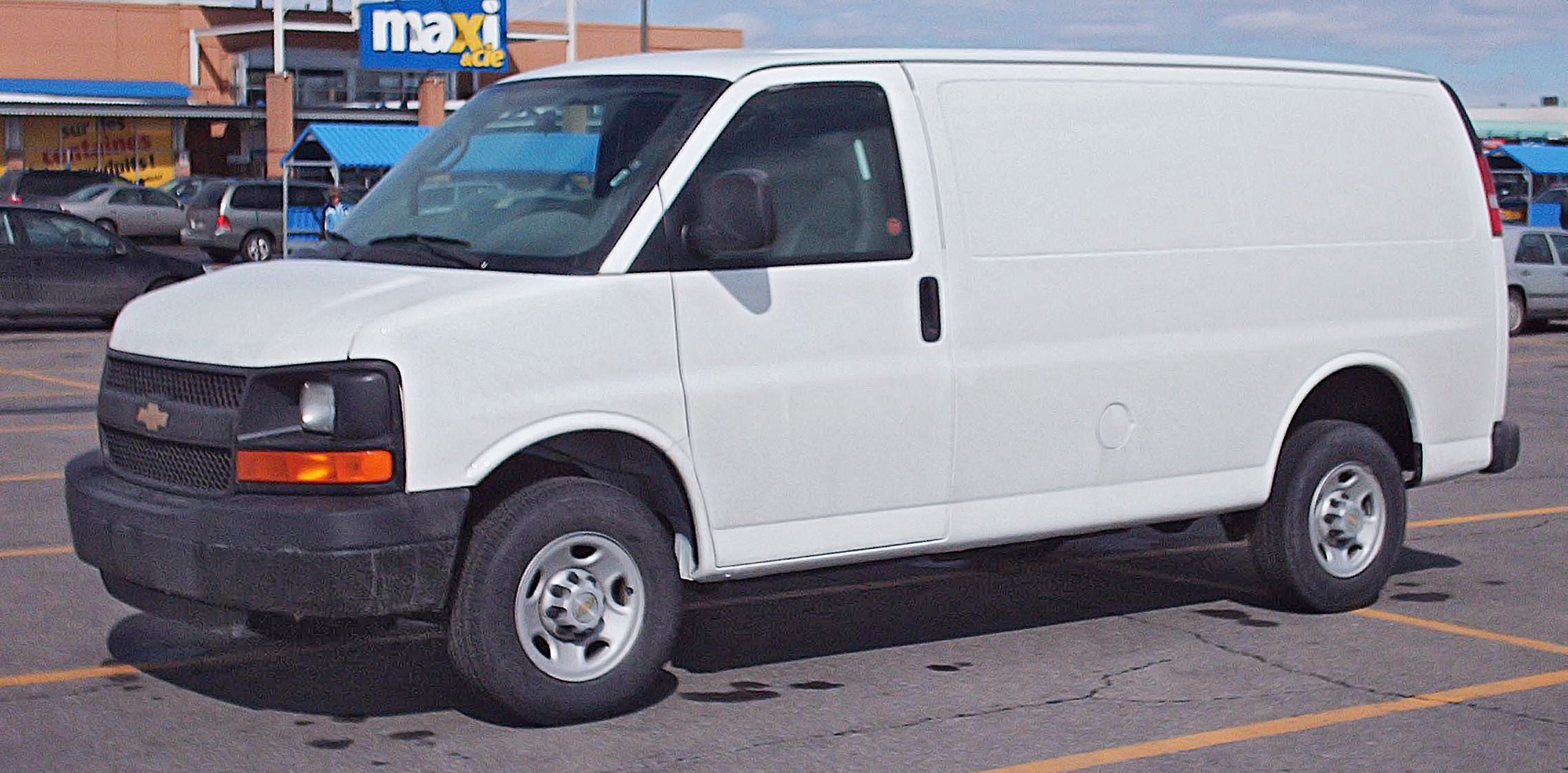
Chevrolet Express Phase II

## Variantes

### Chevrolet Express Cargo
La variante Cargo de l'Express / Savana est populaire comme véhicule de travail, souvent utilisée par les électriciens, les plombiers et autres qui ont besoin de transporter une grande variété d'articles de grande taille. De cette façon, c'est l'équivalent nord-américain des fourgonnettes blanches omniprésentes au Royaume-Uni. Aux Pays-Bas, l'Express est couramment utilisé comme ambulance, bien que sa popularité diminue en raison de sa consommation de carburant élevée et du petit espace intérieur par rapport aux camionnettes européennes.

### Chevrolet Express Passenger
L'Express / Savana est également disponible en tant que fourgonnette Passenger, pouvant accueillir de 8 à 15 passagers, selon le modèle, et est souvent utilisé comme dépanneuse, ambulance, navette ou bus scolaire. Les modèles Cargo et Passenger, ainsi que les versions fourgonnettes coupé, servent souvent de base de conversion en camping-cars et en fourgonnettes accessibles pour fauteuil roulant. À la mi-2014, les fourgonnettes Chevrolet Express d'une demi-tonne et son cousin le GMC Savana ont été supprimés. Il a été remplacé aux États-Unis par le Chevrolet City Express en partenariat avec Nissan-GM. Seuls les fourgons full-size de 3/4 tonnes et 1 tonne seront disponibles comme précédemment.

### Chevrolet Express Concept
Article principal: Chevrolet Express (concept car)
Chevrolet Express était également le nom d'un concept car présenté pour la première fois en 1987. Il s'agissait d'une voiture à propulsion électrique à turbine conçue pour montrer les possibilités des futures autoroutes à accès limité. Elle n'est pas liée au modèle de production.

## Galerie

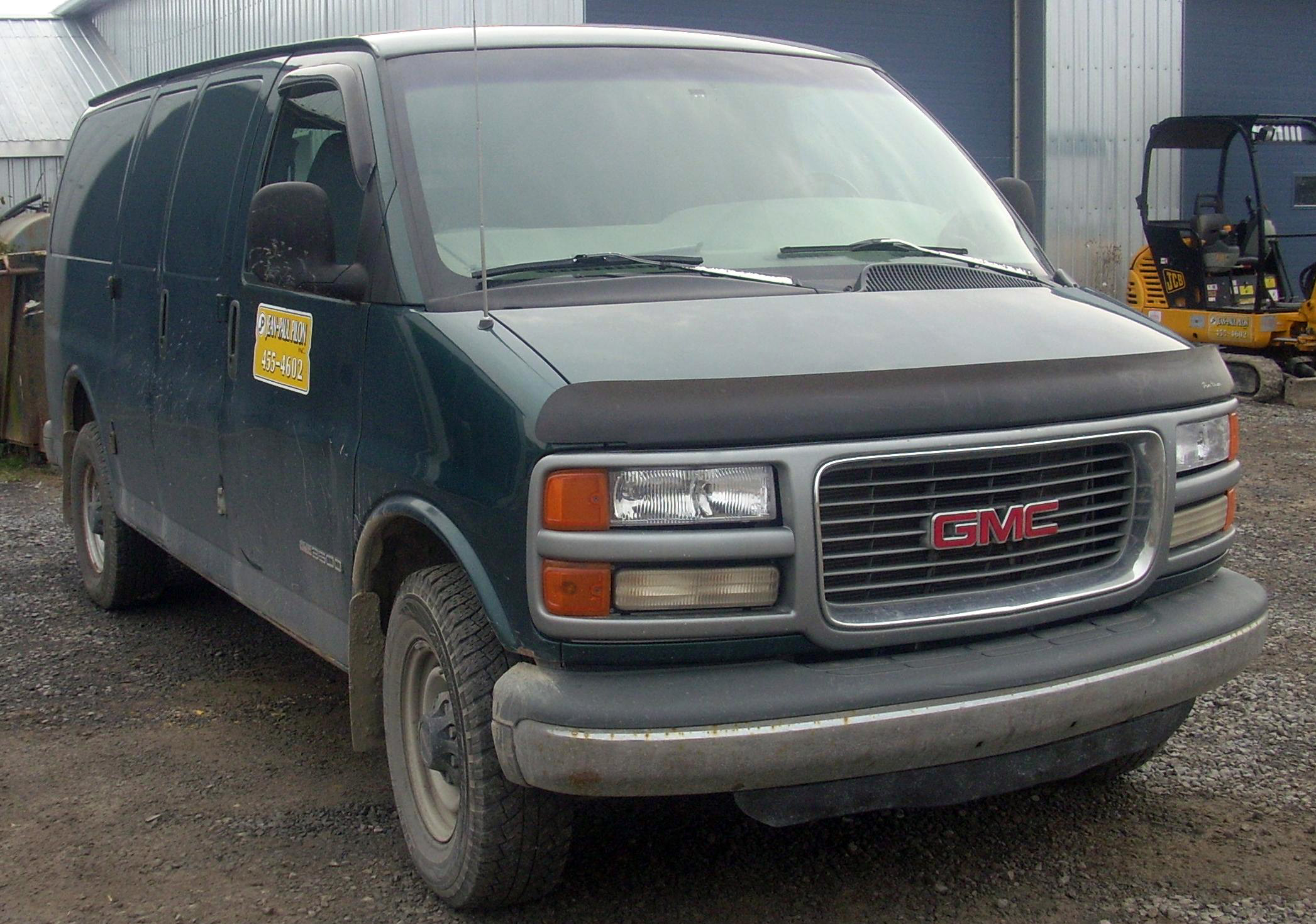
GMC Savana 3500 de 1996-2002
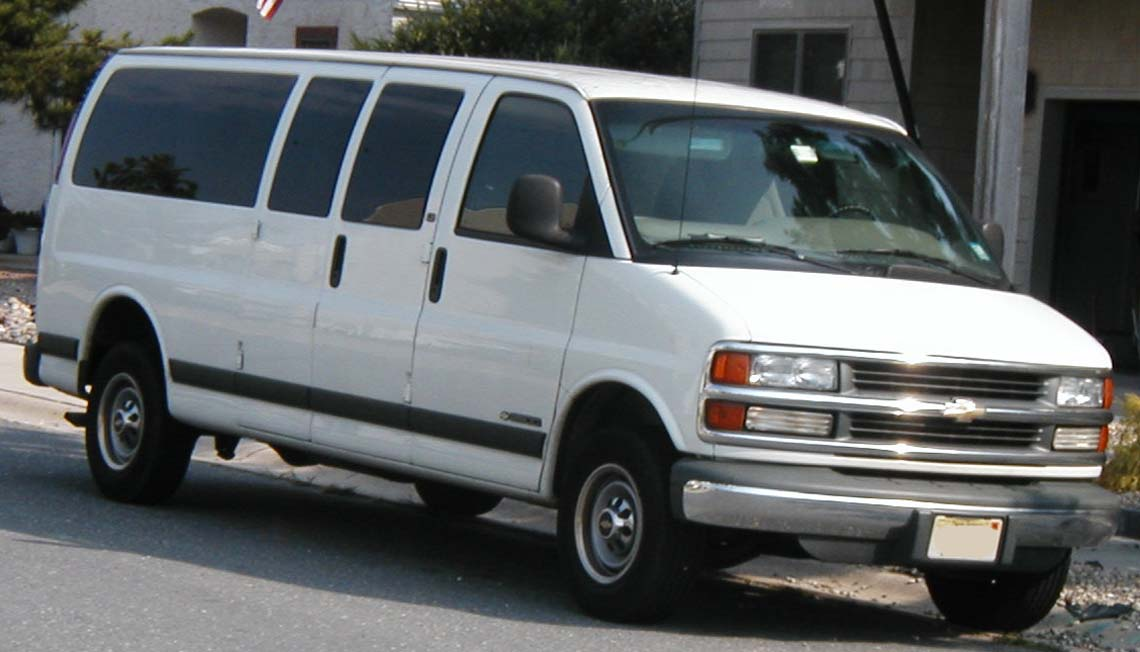
Chevrolet Express de 1996-2002
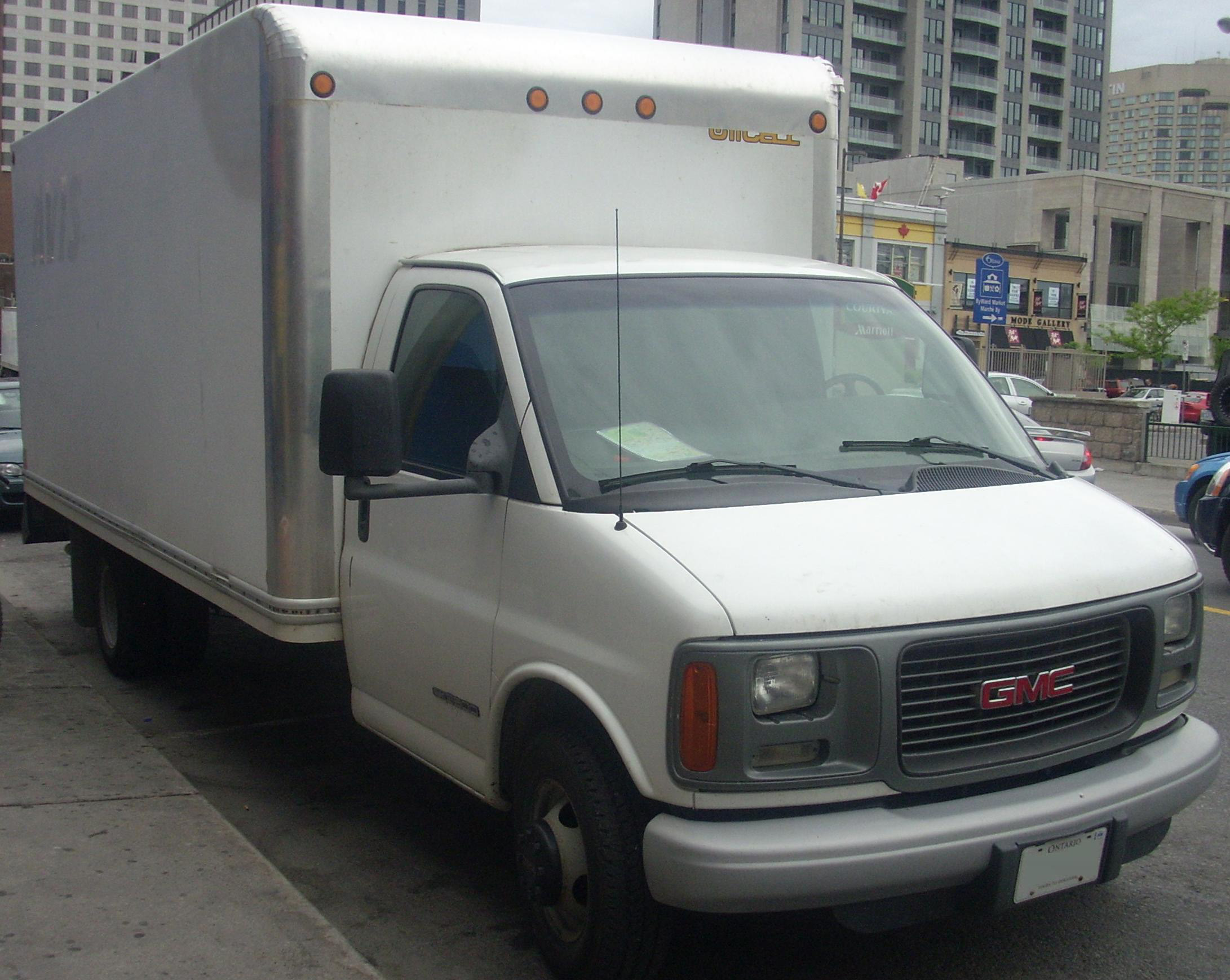
GMC Savana 2500 coupé de 1996-2002
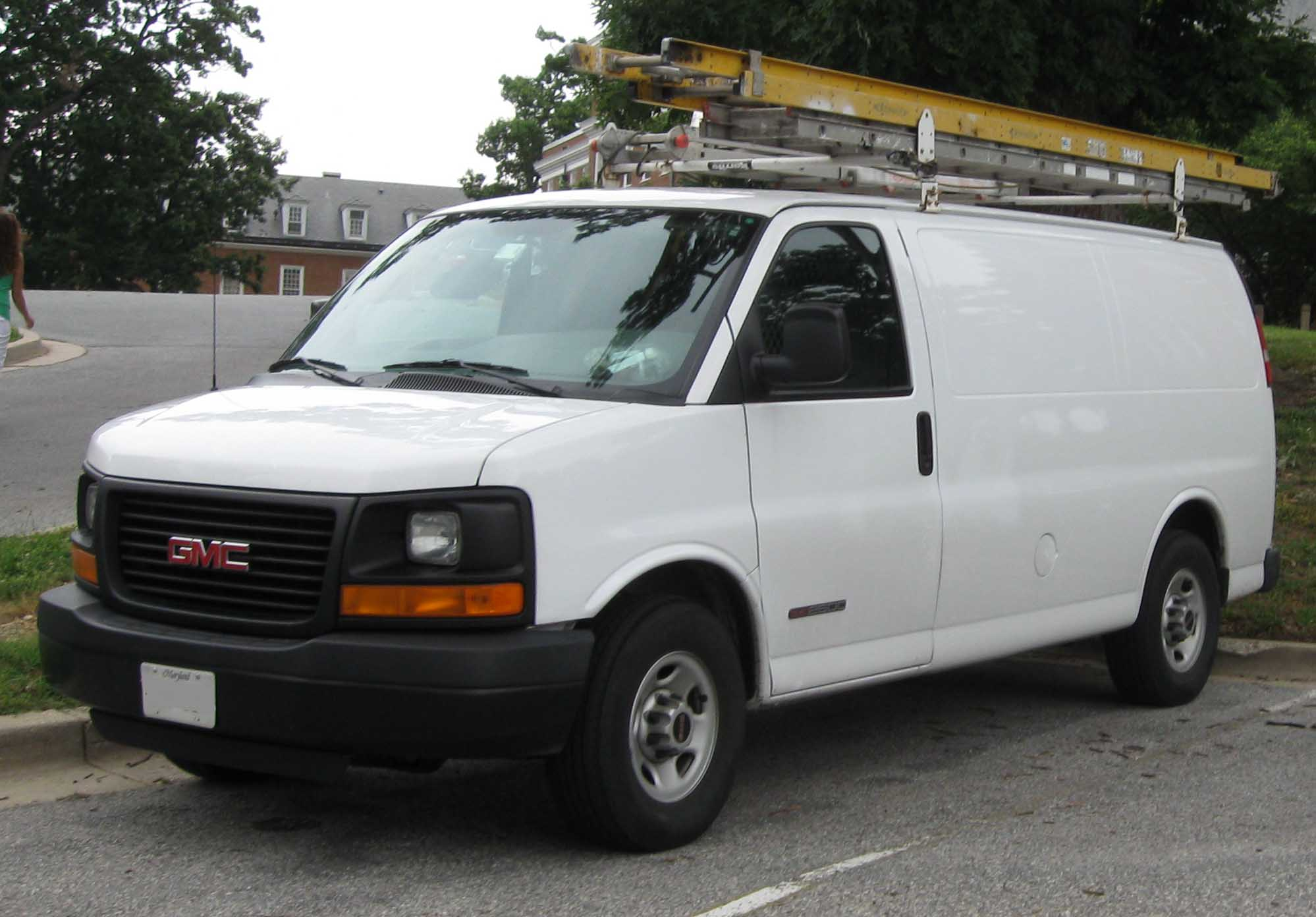
GMC Savana 2500 de 2003-aujourd'hui
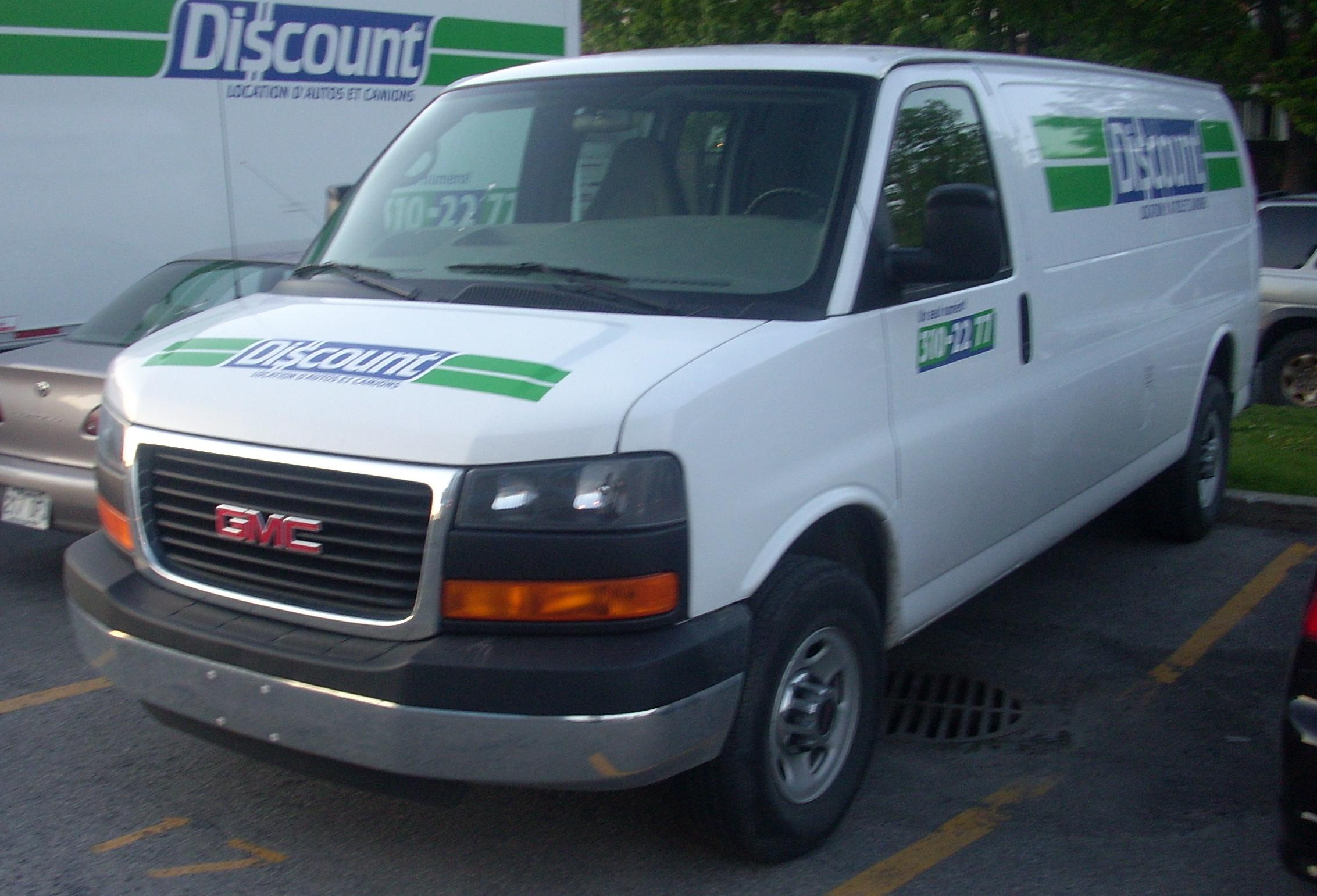
GMC Savana de 2003-aujourd'hui avec finition d'apparence
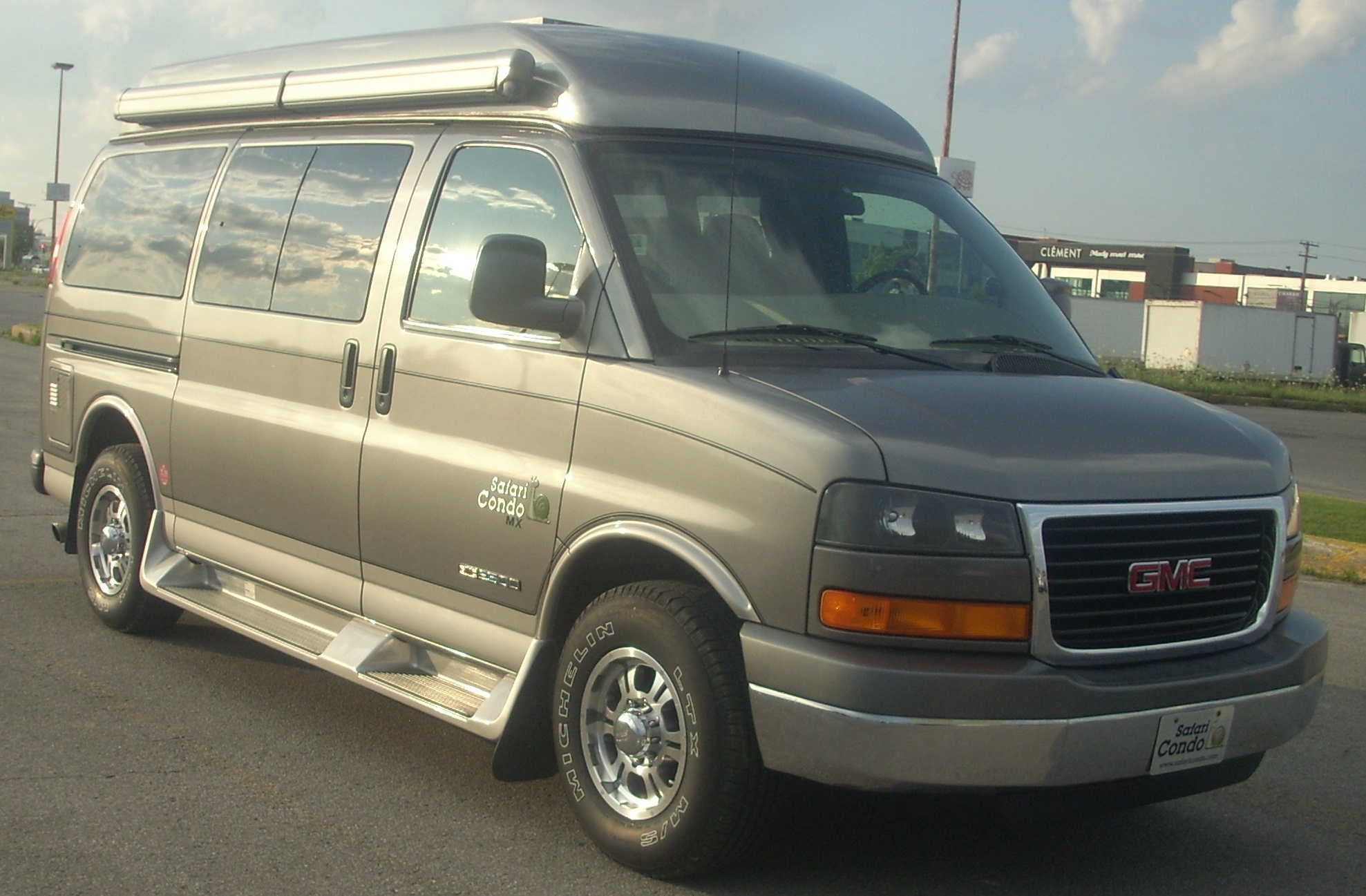
Van GMC Savana Safari Condo MX

## Histoire

### Rappel de 2012
Le 14 août 2012, GM a émis un rappel pour 10 315 fourgonnettes Chevrolet Express et GMC Savana fabriquées de 2003 à 2004 dans 20 États américains ou il fait généralement un temps froid et au Canada parce que le sel de voirie peut corroder le tuyau de carburant. Il y a eu 9 389 camionnettes rappelées aux États-Unis et 926 au Canada. Les fourgons concernés ont des portes côté conducteur pivotantes à "60/40".

### Arrêt du 1500
General Motors a interrompu la production des fourgonnettes Series 1500 de 1/2 tonne en juin 2014 (Année modèle de 2005). Des sources citent de faibles chiffres de production et les exigences CAFE pour l'arrêt. Avec la fin du modèle 1500, des caractéristiques uniques telles que la traction intégrale et les portes passager côté conducteur ont été supprimées de la liste des options. La fourgonnette compacte Chevrolet City Express, un Nissan NV200 dotée d'un badge Chevrolet, a remplacé la fourgonnette 1500, mais a été abandonnée rapidement après de mauvaises ventes. Dans le même temps, le moteur Vortec 4300 a été retiré de la production. La camionnette full-size est toujours offerte en tant que Chevrolet Express Cargo et GMC Savana Cargo avec une charge utile plus importante.